# Kanton Revin
Revin is een kanton van het Franse departement Ardennes. Het kanton maakt deel uit van het arrondissement Charleville-Mézières.

## Geschiedenis
Tot 22 maart 2015 omvatte het kanton Revin naast de gelijknamige gemeente alleen de gemeente Anchamps. Op die dag werd het aangrenzende kanton Fumay opgeheven en de vijf gemeenten werden aan het kanton Revin toegevoegd.

## Gemeenten
Het kanton Revin omvat de volgende gemeenten:
- Anchamps
- Fépin
- Fumay
- Hargnies
- Haybes
- Montigny-sur-Meuse
- Revin